# Osa (Woźnice)

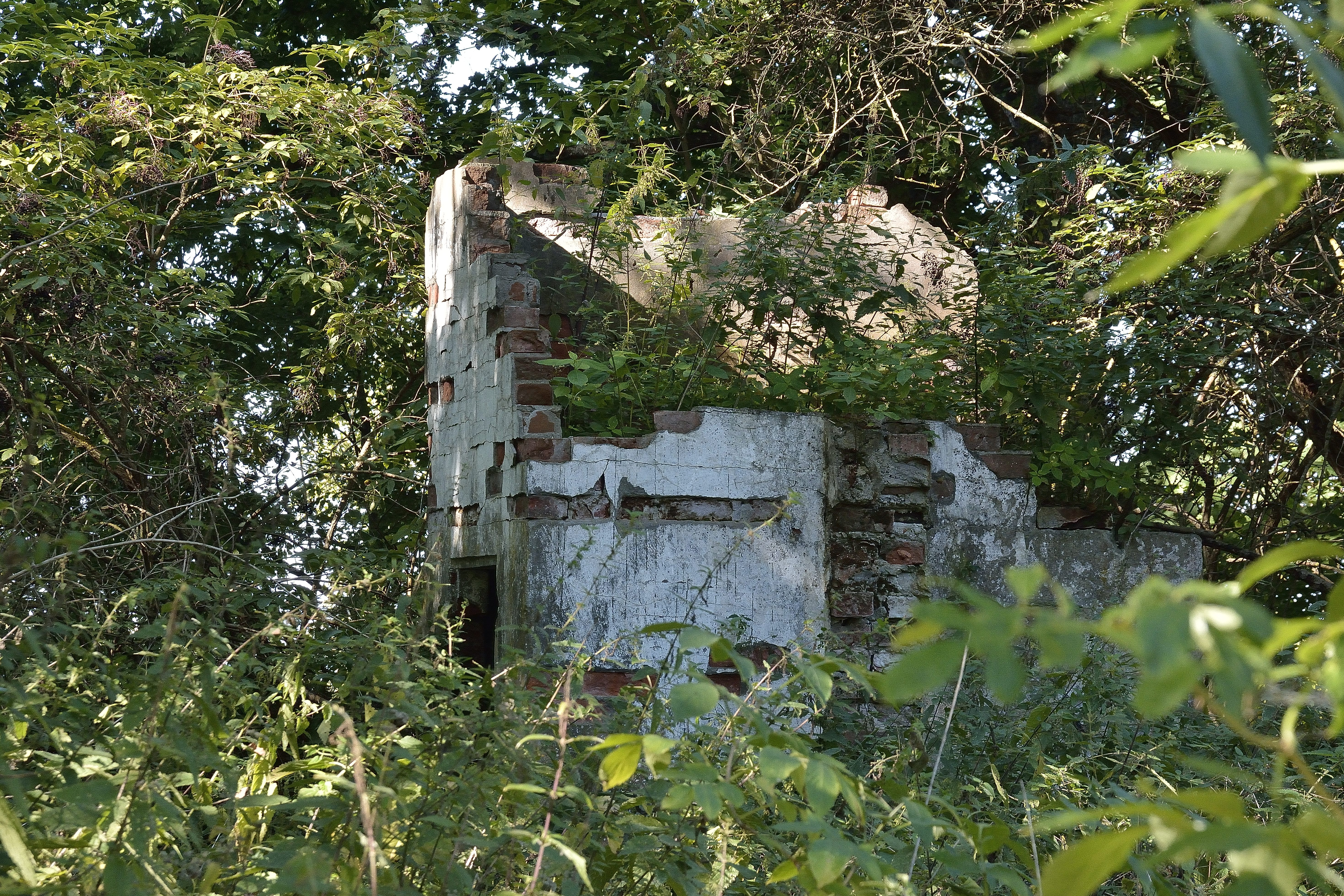
Pozostałości zabudowań wsi.

Osa (niem. Ossa) – część wsi Woźnice w Polsce, położona w województwie warmińsko-mazurskim, w powiecie mrągowskim, w gminie Mikołajki, usytuowana nad jeziorem Łuknajno.
W latach 1975–1998 Osa administracyjnie należała do województwa suwalskiego.

## Historia
Osada powstała w 1703 r. na tak zwanych nowiznach i obejmowała jedną włókę, 9 mórg i dwieście prętów. W 1785 r. były tu cztery domy. Na początku I wojny światowej przez wieś przebiegał front – na północnym skraju wsi znajduje się pojedynczy grób żołnierza poległego w grudniu 1914 r.
W 1930 r. ówczesne władze niemieckie, w ramach akcji germanizacyjnej, zmieniły urzędowa nazwę miejscowości na Schwanhof.
Po II wojnie światowej we wsi funkcjonował PGR, z którego obecnie zachowały się jedynie fundamenty budynków.
W miejscowości brak zabudowy.